# Julius Schulz (General, 1805)
Julius Schulz (* 22. Dezember 1805 in Menzerath (Kreis Montjoie); † 24. Oktober 1875 in Kassel) war königlich preußischer Generalmajor und zuletzt Inspekteur der 6. Festungsinspektion.

## Herkunft
Seine Eltern waren der Prediger Karl Schulz und dessen Ehefrau Christiane Dorothea Offermann.

## Leben
Er besuchte zunächst das Gymnasium in Montjoie und ging am 8. Dezember 1824 nach seinem Abschluss als Pionier in die 8. Pionierabteilung. Er bekam am 12. September 1826 den Charakter als Portepeefähnrich. Vom 1. Oktober 1826 bis zum 30. September 1829 wurde er in die Vereinigte Artillerie- und Ingenieurschule abkommandiert, in der Zeit erhielt er am 20. März 1827 sein Patent als Portepeefähnrich. Anschließend kam er vom 1. Oktober 1828 bis zum 30. September 1829 in die Bauakademie. Danach wurde er am 2. Oktober 1829 zum Seconde-Lieutenant ernannt und in die 3. Ingenieur-Inspektion aggregiert zugleich kam in die 1. Kompanie der 8. Pionier-Abteilung. Er wurde am 29. April 1831 dann einrangiert.
Am 1. Juni 1832 wurde er Adjutant der 8. Pionierabteilung, bis er am 19. Juli 1838 zum Fortifikationsdienst nach Festung Koblenz abkommandiert wurde. Am 20. Juli 1839 wurde er dann Adjutant der 5. Festungsinspektion, am 1. September 1841 kam er dann zum Fortifikationsdienst in die Festung Mainz. Er wurde am 25. März 1843 zum Premier-Lieutenant ernannt und kam am 19. Januar 1844 zur Reserve-Pionier-Kompanie in Mainz. Am 1. Juli 1845 bekam er den Auftrag für 14 Tage die Landwehrübung bei Wesel zu leiten. Er wurde am 23. Juli 1847 dann wieder zum Fortifikationsdienst nach Mainz geholt. Am 17. März 1848 zum Hauptmann befördert, wurde er im Jahr 1850 zum Kommandeur der 2. Reserve-Pionier-Kompanie in Mainz ernannt und am 2. Dezember 1852 als Ingenieur-Offizier vom Platz in die Festung Jülich versetzt. Dort wurde er am 16. Februar 1856 zum Major befördert und am 5. Juni 1857 als Ingenieuroffizier vom Platz in Festung Köln versetzt. Am 1. Juli 1860 zum Oberstleutnant befördert, wurde er am 21. Juli 1861 mit dem Kommandeurskreuz der niederländischen Eichenkrone ausgezeichnet. Am 18. Oktober 1861 bekam er dann den Charakter als Oberst, das Patent dazu am 15. Mai 1862, zeitgleich wurde er als Inspekteur in die 2. Festungsinspektion versetzt. Am 4. Juni 1862 wurde er zum Mitglied der Prüfungskommission für Hauptleute und Premier-Lieutenants des Ingenieurkorps ernannt. Am 4. Juni 1865 wurde er davon Entbunden und in die 6. Festungsinspektion versetzt, dazu erhielt am 18. Januar 1866 den Kronen-Orden 3. Klasse.
Bei der Mobilmachung zum Deutschen Krieg wurde er am 20. Mai 1866 als Ingenieuroffizier zur Main-Armee versetzt. Während des Feldzuges kämpfte er in den Gefechten bei Hammelburg, Kissingen, Aschaffenburg, Helmstadt und Würzburg. Nach dem Krieg wurde er am 20. September 1866 zum Generalmajor ernannt und mit dem Roten Adlerorden 3. Klasse mit Schwertern ausgezeichnet. Er wurde am 2. Dezember 1867 mit Pension zur Disposition gestellt und starb am 24. Oktober 1875 in Kassel.

## Familie
Er heiratete am 28. Dezember 1841 in Osterpai Marie Josepha Schott (* 21. November 1817; † 16. Januar 1900), eine Tochter des Majors Joseph Schott.